# Gwiazda socjometryczna
Gwiazda socjometryczna – osoba, która w trakcie badań metodą socjometrii uzyskała najwięcej pozytywnych wyborów. Jest to osoba najczęściej wybierana jako potencjalny partner interakcji, wobec której wiele osób ma pozytywne odczucia sympatii, przyjaźni itp. lub która wybierana jest jako osoba kompetentna. 
W analizie sieciowej pokrewnym pojęciem jest węzeł.